# 甘道23號

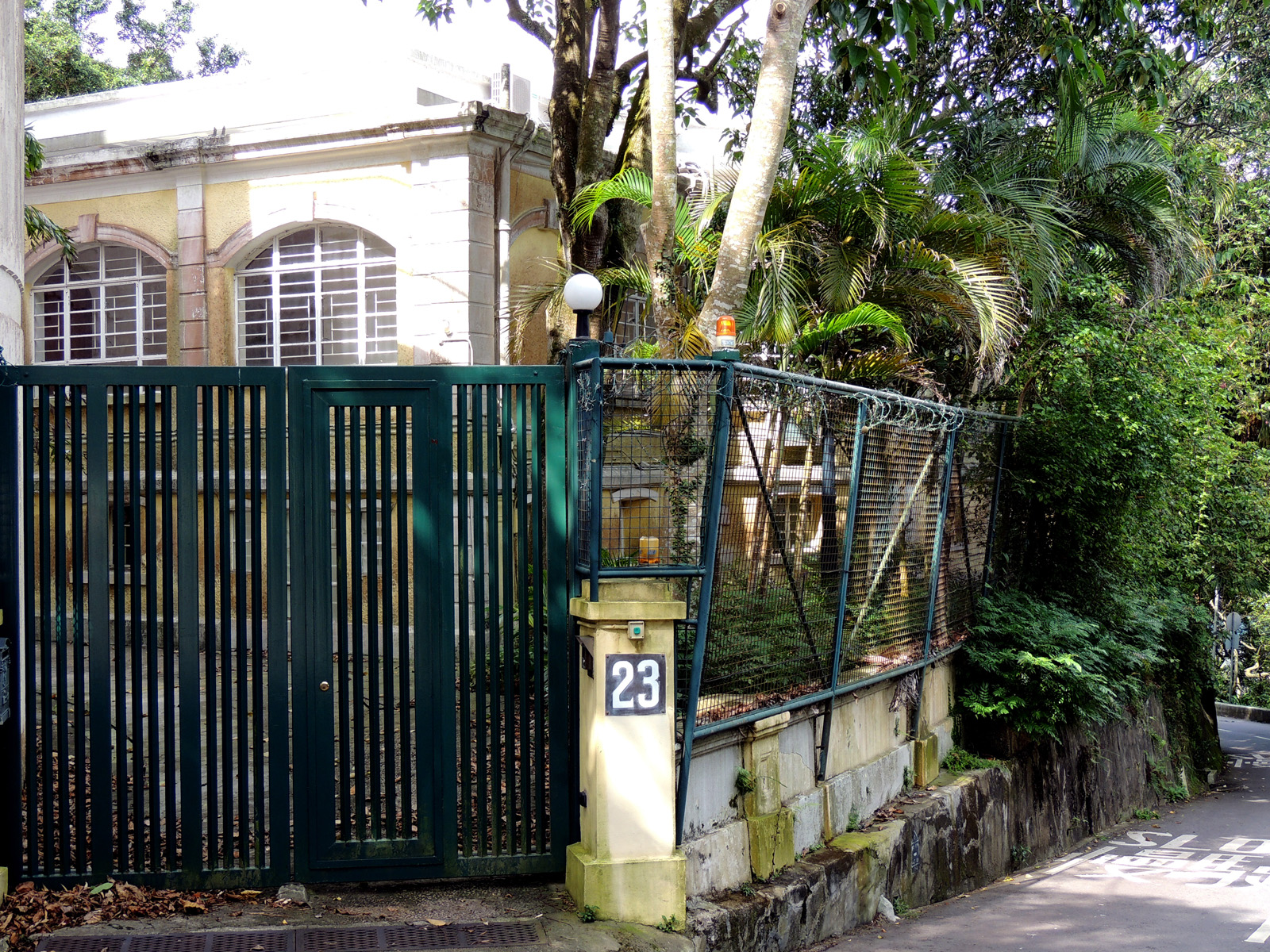
甘道23號

甘道23號（英語：No. 23 Coombe Road）是位於香港島灣仔峽甘道23號的一所古宅，為香港一級歷史建築。
甘道23號建於1887年，首任業主是法蘭些士，當年大宅名為「Stonyhurst」。法蘭些士在此居住了7年。1921年，香港電燈購入甘道23號，後來易名為「Carrick」。現在甘道23號由長實地產旗下子公司天盛持有。
2010年，當時業主提出址拆卸甘道23號舊有建築。屋宇署批准申請後，古物諮詢委員會初步建議把該甘道23號評為三級歷史建築。2011年，古諮會評定甘道23號為一級歷史建築。
和記黃埔地產曾於2014年及2015年向城規會申請換地發展，把甘道23號交回政府保育，並在甘道23號對面的綠化地帶建豪宅。計劃收到大量反對，擔心發展會砍伐大量樹木，影響自然生態環境。
2018年3月27日，甘道23號大宅終於正式落實得以保留。行政會議通過政府與甘道23號的業主進行非原址換地，以保育該幢歷史建築作活化再用。新地段位於甘道另一邊的一幅政府土地，面積約1,100平方米，屬綠化地帶，行會批准日後改劃為低密度的住宅地帶，而甘道23號大宅交回政府後，政府計畫把該幢歷史建築活化再用。